# كينتارو تاكادا
كينتارو تاكادا (باليابانية: 高田 健太郎) (13 أبريل 1983 في هوكوتو في اليابان – )؛ هو لاعب كرة قدم سابق كان يلعب كلاعب وسط.

## وصلات خارجية
- كينتارو تاكادا على موقع قاعدة بيانات كرة القدم.إي يو (الإنجليزية)
- كينتارو تاكادا على موقع Soccerway.com (الإنجليزية)
- كينتارو تاكادا على موقع عالم كرة القدم.نت (الإنجليزية)